# آرتور رابرتس
آرتور رابرتس (انگلیسی: Arthur Roberts؛ ‏ ۱۷ ژوئیهٔ ۱۸۹۰ – ۵ فوریهٔ ۱۹۶۱) تدوین‌گر اهل ایالات متحده آمریکا بود.
از فیلم‌هایی که وی در آن‌ها نقش داشته‌است، می‌توان به قهرمان دانشکده، مشکل دشوار، زیردریایی، روابط همسر، راه بازگشت به خانه، خانم برادفورد سابق، آیداهو، موزیک عاشقانه، غریبه‌ها در شب، خانه کنار رودخانه و مونتانا بل اشاره نمود.